# (6950) Simonek
(6950) Simonek (1982 YQ) – planetoida z pasa głównego asteroid okrążająca Słońce w ciągu 4 lat i 63 dni w średniej odległości 2,59 j.a. Została odkryta 22 grudnia 1982 roku przez François Dossina.